# Frisch Auf Göppingen
El Frisch Auf Göppingen es un club de balonmano de la localidad de Göppingen, Alemania. Cuenta con sección masculina y femenina.
En la actualidad disputa tanto la Liga de Alemania de balonmano, como la Liga de Alemania de balonmano femenino.

## Sección masculina

### Palmarés
- Bundesligas alemanas: 9
  - 1954, 1955, 1958, 1959, 1960, 1961, 1965, 1970, 1972

- Copas de Alemania: 2
  - 1954, 1957

- Champions League: 2
  - 1960, 1962

- Copa EHF: 4
  - 2011, 2012, 2016, 2017

### Plantilla 2024-25
|  | Porteros - 01 Bart Ravensbergen - 0 Tibor Ivanišević Extremos izquierdos - 24 Marcel Schiller - 0 Rutger ten Velde Extremos derechos - 09 Andreas Flodman - 28 Franko Lastro Pívots - 0 Ýmir Örn Gíslason - 0 Ludvig Jurmala Åström | Laterales izquierdos - 13 Josip Šarac - 0 Victor Kløve - 0 Oskar Sunnefeldt Centrales - 0 Ludvig Hallbäck Laterales derechos - 22 Erik Persson - 77 David Schmidt |

## Sección femenina

### Plantilla 2019-20
|  | Porteras - 1 Branka Zec - 23 Jasmina Janković - 83 Edit Lengyel Extremos izquierdos - 13 Iris Guberineć Extremos derechos - 2 Anja Brugger Pivotes - 21 Petra Adámková - 32 Lina Krhlikar | Laterales izquierdos - 8 Roxana Alina Ioneac - 44 Ana Petrinja Centrales - 5 Annika Blanke - 9 Johanna Schindler - 18 Romy Morf-Bachmann Laterales derechos - 11 Michaela Hrbková |

## Sitio oficial
- Sitio Oficial del Frisch Auf Göppingen (en alemán)

- Datos: Q708510
- Multimedia: Frisch Auf Goeppingen / Q708510